# Є̈
Cette page contient des caractères spéciaux ou non latins. S’ils s’affichent mal (▯, ?, etc.), consultez la page d’aide Unicode.
Le ié ukrainien tréma (capitale Є̈, minuscule є̈) est une lettre de l'alphabet cyrillique utilisée en khanty (kazym). Elle est composée du é ‹ Є › diacrité d’un tréma.

## Représentation informatique
Le ié ukrainien tréma peut être représenté avec les caractères Unicode suivants :
- décomposé (cyrillique, diacritiques) :

| formes    | représentations | chaînes de caractères | points de code | descriptions                                                 |
| --------- | --------------- | --------------------- | -------------- | ------------------------------------------------------------ |
| capitale  | Є̈               | Є◌̈                    | U+0404 U+0308  | lettre majuscule cyrillique ié ukrainien diacritique tréma   |
| minuscule | є̈               | є◌̈                    | U+0454 U+0308  | lettre minuscule cyrillique ukrainienne ié diacritique tréma |